# 張志偉 (香港)
張志偉，香港民主派政治人物，香港社會工作者總工會（社總），外務副主席，曾計劃於2020年代表社總參與立法會選舉，其後因應2021年香港政治制度改革無奈棄選。

## 早年生涯
張志偉1986年加入香港青年協會（青協）出任活動幹事，隨後進修並成為社工。1988年起加入青協工會，並在2000年出任會長，90年代開始以青協工會代表身份參與社總活動，2016年前更成為社總理事，出任內務副主席，2018年起改任外務副主席。

## 逸聞
張志偉於訪問中曾透露，自己是籃球健將、有十幾年耍太極經驗。

## 參選經歷
於2020年，原任社福界議員邵家臻因佔中案失落參選資格，社福界功能組別議席再現競爭，香港社會工作者總工會派出張志偉出征。當時張志偉揚言要和「一筆過撥款之母」林鄭月娥交手。

## 政治立場及關注議題
張志偉為香港民主派一員，關注不少社福界議題，例如一筆過撥款及社工專業操守問題等。

### 一筆過撥款問題
張志偉於2000年政府推出一筆過撥款時，曾時曾與時任社署署長，其後成為特首的林鄭月娥交手，指當年林鄭稱政府並非為慳錢而推動一筆過撥款，有需要可以再向政府申請津貼等承諾全部落空，政策反令社福機構變競爭對手。即使自己與社總提出相關問題，但政府都未有理會。至2020年，張於接受訪問時被問到，當年是否已經看出林鄭不聽民意的性格，張直言時間洗禮下，了解多了，又指，若然進入議會，將會再戰「一筆過撥款之母」林鄭，要求政府作出改革。

### 社工專業操守問題
張志偉亦關注香港社工專業操守問題。例如，於2020年5月，身兼註冊社工的親中派立法會議員郭偉強在立法會內會主席選舉期間襲擊陳志全一案，至7月28日，郭偉強在社交媒體人身攻擊陳志全之性取向，張志偉在社交媒體引述《社工工作守則實務指引》中社工需要防止及消除歧視，推動大眾尊重社會的不同文化，不得人身攻擊等多點，發起對郭偉强的投訴。

## 資料來源
1. 1 2 3 4 5 6  .   [2020-07-29]. （原始内容存档于2021-06-21）.
2. ↑  .   [2020-07-29]. （原始内容存档于2021-12-29）.
3. ↑  周禮希. .   [2020-07-29]. （原始内容存档于2020-07-29）.
4. ↑  .   [2020-07-28]. （原始内容存档于2020-08-26）.
5. ↑  張志偉. .   [2020-07-29]. （原始内容存档于2020-12-10）.